# Gaslight Motors
Die Gaslight Motors Corporation war ein US-amerikanischer Automobilhersteller, der 1960–1961 in Detroit ansässig war.
Gebaut wurde eine Replica des Rambler von 1902. In den 1950er-Jahren wurde der Wagen als Rambler 1902 Replica vertrieben. Der Wagen hatte einen Radstand von 1956 mm. Zum Antrieb diente ein luftgekühlter Einzylindermotor, der 4 bhp (2,9 kW) Leistung entwickelte.
Der Verkaufspreis des damals populären Sammlerstückes lag bei US$ 1495,–. 1961 wurde die Fertigung endgültig eingestellt.